# Johnny Ekström
Johnny Ekström (Kallebäck, 1965. március 5. –) Európa-bajnoki bronzérmes svéd válogatott labdarúgó, csatár.

## Pályafutása

### Klubcsapatban
1984 és 1986 között az IFK Göteborg, 1986 és 1988 között az olasz Empoli, 1988–89-ben a német Bayern München, 1989 és 1991 között a francia Cannes labdarúgója volt. 1992-ben egy rövid ideig ismét az IFK Göteborg játékosa volt, majd  1992–93-ban az olasz Reggiana, 1993–94-ben a spanyol Real Betis, 1994–95-ben a német Dynamo Dresden, 1995 és 1997 között az Eintracht Frankfurt csapataiban szerepelt. 1997-ben az IFK Göteborg csapatában fejezte be az aktív labdarúgást.

### A válogatottban
1986 és 1995 között 47 alkalommal szerepelt a svéd válogatottban és 13 gólt szerzett. Részt vett az 1990-es világ- és az 1992-es Európa-bajnokságon. Utóbbi tornán bronzérmet szerzett a válogatott tagjaként.

## Sikerei, díjai
Svédország
- Európa-bajnoki harmadik helyezett (1): 1992

Egyéni
- A svéd bajnokság gólkirálya (1): 1986